# Retana
Retana (Erretana en euskera) es un concejo del municipio de Vitoria, en la provincia de Álava, País Vasco (España).

## Situación
El concejo está situado en un llano, a 8 kilómetros al norte de la ciudad de Vitoria y cerca de la autovía A-240, que tiene un desvío señalizado hacia Retana. Forma parte de la Zona Rural Noroeste de Vitoria.

### Localidades limítrofes
|                    | Norte: Miñano Mayor |                |
| Oeste: monte Araca |                     | Este: Mendívil |
|                    | Sur: Durana         |                |

## Historia
La primera mención escrita de este pueblo data del año 952 cuando se le menciona con el nombre de Erentana. En un documento del año 1025 aparece ya como Erretanna. En otro documento de 1257 aparece mencionado como Retainna. Es una de las aldeas que quedaron adscritas a la jurisdicción de Vitoria en 1332 por donación del rey Alfonso XI de Castilla.
A mediados del siglo XIX, cuando formaba parte del ayuntamiento de Ali, tenía 53 habitantes. Aparece descrito en el duodécimo tomo del Diccionario geográfico-estadístico-histórico de España y sus posesiones de Ultramar de Pascual Madoz de la siguiente manera:

OREITIA: l. del ayunt. de Ali, en la prov. de Alava, part. jud. de Vitoria (1 leg.), aud. terr. de Búrgos, c. g. de las Provincias Vascongadas, dióc. de Calahorra (18): sit. en llano y á las márg. de los r. Zadorra y Gorbea que se juntan en este l.: clima frio, y reina el viento N. Tiene 12 casas, igl. parr. (San Estéban) servida por un beneficiado, y para surtido del vecindario una fuente inmediata al pueblo, de aguas saludables. El térm. confina N. Miñano Mayor; E. Mendivil y Durana; S. Gamarra, y O. Aranguiz, y comprende un monte inmediato á la pobl. El terreno es de mediana calidad; le fertilizan los espresados r. Zadorra y Gorbea. caminos: la carretera de Vitoria á Durango, en buen estado. El correo se recibe en Vitoria. prod.: trigo, cebada, avena, maiz, habas, arvejas, yeros, alholvas y lentejas: cria de ganado vacuno, lanar y caballar; caza de perdices, codornices y liebres; pesca de anguilas, truchas y barbos. pobl.: 9 vec., 53 alm. riqueza. y contr. (V. Alava intendencia).
(Madoz, 1849, p. 427)

Décadas después, ya en el siglo XX, se describe de la siguiente manera en el tomo de la Geografía general del País Vasco-Navarro dedicado a Álava y escrito por Vicente Vera y López:

Retana.—Lugar distante de Vitoria unos 6,200 metros, con 13 viviendas, poblado por 52 almas de hecho y derecho, de las que 30 son varones y 22 hembras. Sin formar parroquia, tiene la iglesia de San Esteban y la ermita de San Andrés. Carece de escuela de instrucción pública y los niños asisten á la de Miñano Mayor, distante unos 500 metros. Confina, al N., con Miñano Mayor; al S., con Durana; al E., con Mendíbil y al O., con Aránguiz. Su término está regado por dos ríos que se juntan en sus inmediaciones: las tierras de labor son de mediana calidad y producen cereales, legumbres y hortalizas: cría ganado caballar, vacuno y lanar. Comunica con Vitoria por los caminos que le unen á las carreteras de dicha ciudad á Vergara y á Villarreal y por la línea férrea á Salinas de Léniz, en cuyo kilómetro 8 tiene el apeadero.
(Vera y López, 1915-1921, p. 357)

## Demografía
El concejo actualmente dispone de 48 habitantes según el Padrón Municipal del Ayuntamiento de Vitoria.
| Gráfica de evolución demográfica de Retana entre 2000 y 2018                                             |
| |
| Población (2000-2017) según los censos de población del INE. Población según el padrón municipal de 2018 |

## Cultura

### Patrimonio material
El edificio más destacable del pueblo es la parroquia de San Esteban Protomártir, de origen medieval, pero cuyo edificio actual data del siglo XVIII.
En 1973 se halló en Retana un yacimiento arqueológico al aire libre con restos líticos prehistóricos, cerámica del neolítico y restos de la época romana. Los restos excavados están depositados en el Museo Arqueológico de Vitoria. En la época medieval existió además la torre de Retana, cuya casa también residía en las localidades de Arriaga y Arcaya.

### Patrimonio inmaterial
Los vecinos de Retana eran conocidos con el apodo de Avefrías y celebran su fiesta patronal el 15 de mayo (San Isidro).